# Средно училище „Цанко Бакалов Церковски“
Средно училище „Цанко Бакалов Церковски“ е гимназия в село Никола Козлево, община Никола Козлево, област Шумен. Патрон на училището е Цанко Бакалов Церковски. Създадено е през 1882 г. През учебната 2023/2024 година в него се обучават 281 деца. От 1996 г. директор на училището е Катилиян Костадинов.

## История
От 1986 г. училището прераства в гимназия с професионално обучение за трактористи и шивачки. През 1990 г. е закрито професионалното обучение. През учебната 2001/2002 година в училището са разкрити първата паралелка за профилирано и първата за професионално обучение. От 2024 г. има статут на иновативно училище.